# Monte Tahat
Il monte Tahat (2.918 m s.l.m.) è la montagna più alta dell'Algeria. Si trova nel massiccio dell'Atakor, nel cuore dell'Ahaggar. È una montagna di origine vulcanica e si trova nella zona arida del Sahara.